# Oxypetalum erianthum
Oxypetalum erianthum é um gênero de plantas com flores. Foi descrito pela primeira vez por Joseph Decaisne. Oxypetalum erianthum pertence ao gênero Oxypetalum e à família Apocynaceae.
Este tipo de planta pode ser encontrado em:
- Bolívia
  - El Beni
  - Santa Cruz
- centro-oeste e sudeste e sul do Brasil
  - Mato Grosso
  - Goiás
  - Mato Grosso do Sul
  - Minas Gerais
  - São Paulo
  - Paraná
- Argentina
  - Província do Chaco
  - Corrientes (capital da província)
  - República da China
  - Província de Missiones
- Paraguai

Não existe esse tipo listado.

## Morfologia
Lianas ou arbustos volúveis com ramos tomentosos. Folhas ovadas (7-12 x 3-7 cm), com base cordada, ápice acuminado e margem plana; face adaxial pubescente e abaxial tomentosa; pecíolo de 2-4 cm, tomentoso. Inflorescências subaxilares corimbiformes com 10-14 flores, pedúnculo de 2-3,5 cm, pubescente ou tomentoso, mais curto que as folhas. Flores com pedicelos de 7,5-12 mm, tomentosos; sépalas linear-lanceoladas (4-8 mm), vilosas ou tomentosas na face abaxial, com dois coléteres adaxiais. Corola campanulada, branca, com tubo de 4-6 mm, lobos sublineares (13-16 x 1-2 mm), patentes e torcidos; face abaxial puberulenta, adaxial lanoso-barbada. Corona ovada (2-2,4 x 1-1,3 mm), sem apêndices, lobos inteiros inclusos no tubo da corola, mais baixos que as anteras. Ginostégio séssil, anteras subretangulares; polinário com retináculo oblongo-linear, caudículas oblíquo-descendentes, sem membrana hialina, dente incluso; polínios oblongos (0,6-0,75 x 0,18-0,23 mm). Apêndice estilar rostrado (11-13 mm), exserto, bífido desde o ápice até o terço inferior.